# Panicum dichotomiflorum
Panicum dichotomiflorum là một loài thực vật có hoa trong họ Hòa thảo. Loài này được Michx. mô tả khoa học đầu tiên năm 1803.